# Paramontia infinita
Paramontia infinita is een hooiwagen uit de familie Triaenonychidae.